# Lepidiota luctuosa
Lepidiota luctuosa är en skalbaggsart som beskrevs av Blanchard 1851. Lepidiota luctuosa ingår i släktet Lepidiota och familjen Melolonthidae. Inga underarter finns listade i Catalogue of Life.